# پاسپورت (فیلم کوتاه)
پاسپورت یک فیلم کوتاه به کارگردانی و نویسندگی هانیه بوالی محصول سال ۱۳۹۷ است.
این فیلم موفق شد جایزه ویژهٔ بخش خلاقیت جشنواره فیلم کوتاه کالیفرنیا  و همچنین جایزه بهترین فیلم از نگاه مخاطبین در فستیوال فیلم بلژیک را از آن خود کند. پاسپورت در فستیوال های مختلف فیلم در سراسر دنیا به ویژه آمریکا به نمایش در آمده است.

## خلاصهٔ داستان
فیلم داستان عکاسی را روایت میکند که در آتلیه مشغول گرفتن عکس گذرنامه از افرادی ست که قصد مهاجرت از ایران را دارند؛ در حالی که خود علی‌رغم میل باطنی اش ناچارست در ایران بماند...